# Khướu vằn gáy xanh
Khướu vằn gáy xanh (danh pháp: Actinodura souliei) là một loài chim trong họ Leiothrichidae.